# Olios formosus
Olios formosus là một loài nhện trong họ Sparassidae.
Loài này thuộc chi Olios. Olios formosus được Richard C. Banks miêu tả năm 1929.